# Fondazione CRT
La Fondazione CRT (Cassa di Risparmio di Torino) è una fondazione di origine bancaria. 
È persona giuridica privata, senza fine di lucro, dotata di piena autonomia statutaria e gestionale.
Presidente della Fondazione è Anna Maria Poggi.
Nata nel 1991, la Fondazione CRT è la terza Fondazione di origine bancaria italiana per entità del patrimonio. Ha erogato complessivamente più di 2 miliardi di euro per oltre 42.000 progetti per l’arte, la ricerca, la formazione, il welfare, l’ambiente, l’innovazione nel Nord Ovest in una dimensione nazionale e internazionale.
La Fondazione sperimenta anche interventi nella logica dell’impact investing, per un impatto sociale e ambientale. Uno dei principali esempi a livello europeo è l’operazione di rigenerazione urbana delle OGR Torino, le ex Officine Grandi Riparazioni dei treni, riqualificate dalla Fondazione CRT e riconvertite, in un centro internazionale per l’arte e la cultura, la ricerca scientifica, tecnologica e industriale, il food.

## Il network nazionale e internazionale
La Fondazione CRT è membro di ACRI, Associazione di Fondazioni e di Casse di Risparmio Spa e della Consulta delle Fondazioni.
È inoltre attiva nelle principali reti internazionali della filantropia come EVPA (European Venture Philanthropy Association) e Philea (Philanthropy Europe Association), che raggruppa oltre 10mila fondazioni ed enti filantropici europei e statunitensi. Collabora inoltre con le Nazioni Unite e altre organizzazioni su scala globale, tra cui Rockefeller Philanthropy Advisors, per rafforzare l’integrazione degli Obiettivi di Sviluppo Sostenibile nei propri interventi.

## Da Cassa di Risparmio di Torino a Fondazione CRT
A differenza di molti paesi, soprattutto anglosassoni e di etica protestante, l'attività bancaria in Italia, sin dalle origini, oltre alla gestione del risparmio ed alla generazione di profitto e reddito, ha ricoperto anche un'importante funzione sociale di redistribuzione della ricchezza, sia sotto forma di beneficenza in senso stretto, sia anche affiancando le iniziative pubbliche (ad esempio agevolando la scolarizzazione della popolazione nell'Italia postunitaria). Oltre a gestire il credito e il risparmio le banche italiane erano dunque anche importanti attori sociali e svolgevano attività filantropica. Questa doppia anima ha portato la maggior parte delle banche ad acquisire nel tempo, in particolare dopo la Seconda Guerra Mondiale, uno status di enti parastatali che agivano al di fuori del mercato e dalle sue regole.
In anni recenti, con la legge di delega n. 218 del 30 luglio 1990 (cosiddetta legge Amato e relativi decreti applicativi), questo assetto venne trasformato e le Banche italiane vennero privatizzate per renderle attori economici a tutti gli effetti in grado di accedere e competere sui mercati internazionali. Questa riforma portò alla separazione dell'attività creditizia da quella filantropica: la prima fu scorporata e attribuita alle Casse di Risparmio e alle Banche del Monte Spa, mentre le attività finalizzate allo sviluppo sociale, culturale, civile ed economico furono affidate alle Fondazioni. 
Successivamente, altre iniziative legislative chiarirono meglio l'identità delle Fondazioni di origine bancaria: nel 1998, con la legge delega n. 461 (cosiddetta legge Ciampi) e successivo decreto applicativo n. 153/99, e nel 2003 dalla Corte Costituzionale che, con la sentenza n. 300, ha confermato la personalità giuridica privata delle Fondazioni ribadendone il ruolo rilevante nello sviluppo della società. 
Fu così che la Cassa di Risparmio di Torino nel 1991 scorporò la Fondazione e la Banca Cassa di Risparmio s.pa, detenuta al 100% dalla prima. Da unica azionista di Banca CRT spa, nel 1997 Fondazione CRT strinse un'alleanza con Fondazione Cariverona facendo confluire Banca CRT nel Gruppo Unicredito formato da Cariverona, Cassamarca e CR Trieste. Nel 1998 il Gruppo Unicredito fu unito al Gruppo Credito Italiano e nacque il Gruppo UniCredito Italiano: Fondazione CRT divenne azionista della capogruppo. L'accorpamento delle varie aziende bancarie ha seguito un processo graduale culminato nell'adozione della sigla unica: UniCredit. 

## Attività
La Fondazione persegue esclusivamente scopi di utilità sociale e di promozione dello sviluppo economico, orientando la propria attività e destinando risorse nei settori della ricerca scientifica, dell'istruzione, dell'arte, della conservazione e valorizzazione dei beni e delle attività culturali e dei beni ambientali, della sanità e dell'assistenza alle categorie sociali deboli. Il territorio di operatività della Fondazione è costituite prevalentemente dal Piemonte e dalla Valle d'Aosta. 
Operativamente la Fondazione CRT eroga contributi liberali a enti ed organizzazioni non profit, compresi gli enti religiosi e gli enti pubblici. Per svolgere questa attività la Fondazione CRT esamina le domande pervenute dalle organizzazioni sul territorio. Per organizzare la propria attività la Fondazione adotta il metodo della programmazione annuale e pluriennale che definisce termini e criteri per la selezione delle domande. Nel Documento di programmazione annuale vengono definite le risorse destinate a ciascun settore, le priorità di intervento in ciascuna area, i progetti che la Fondazione ogni anno propone e i criteri da tenere in considerazione per l'istruttoria delle domande pervenute.

## Organizzazione
La composizione e i compiti degli Organi di governo sono stabiliti dalle disposizioni contenute nello Statuto Archiviato il 25 gennaio 2018 in Internet Archive. della Fondazione CRT. Sono organi della Fondazione CRT:
- Il Presidente
- Il Consiglio di Indirizzo
- Il Consiglio di Amministrazione
- Il Segretario Generale
- Il Collegio Sindacale

Il Presidente della Fondazione CRT in carica è: Anna Maria Poggi

## L’ecosistema di Fondazione CRT
La Fondazione CRT ha dato vita a diversi enti che concorrono alla crescita e allo sviluppo del territorio:

### Scialuppa CRT Onlus Fondazione Anti Usura
La Scialuppa CRT Onlus – Fondazione Anti Usura previene il fenomeno dell’usura in Piemonte e in Valle d’Aosta dal 1998, offrendo consulenza gratuita grazie a circa 50 volontari e a 10 punti di ascolto sul territorio. Presta anche garanzia gratuita alle banche convenzionate per concedere finanziamenti a tasso agevolato a famiglie e piccole imprese in condizioni economico-finanziarie tali da rendere altamente probabile il ricorso al prestito usurario. Dall’inizio dell’attività, la Scialuppa ha fornito 17.000 consulenze gratuite a famiglie e imprese ed erogato 2.500 garanzie su finanziamenti per 45 milioni di euro.

### Fondazione per l’Arte Moderna e Contemporanea CRT
La Fondazione per l’Arte Moderna e Contemporanea CRT è stata costituita nel 2000 per arricchire e valorizzare il patrimonio culturale e artistico torinese e piemontese, da un lato, con l’acquisizione di nuove opere (ad oggi 870 per un valore di 40 milioni di euro) a disposizione dei visitatori della Gam e del Castello di Rivoli; dall’altro, con azioni e progetti per lo sviluppo, il rafforzamento e l’efficienza dell’intero sistema. Per avvicinare all’arte contemporanea un pubblico sempre più vasto e diffuso, la Fondazione agisce su molteplici fronti: la promozione (con il sostegno al programma di comunicazione di Contemporary Art), la fruizione (con il contributo alle più rilevanti manifestazioni del circuito culturale piemontese), la formazione e l’educazione (con i progetti OGR Public Program, OGR YOU e ZonArte).

### Fondazione Sviluppo e Crescita – CRT
La Fondazione Sviluppo e Crescita – CRT, costituita nel 2007, è un ente senza fine di lucro la cui mission è utilizzare il proprio capitale per investimenti pazienti e a dichiarato impatto sociale, sperimentando azioni e strumenti innovativi ascrivibili al campo e alle logiche di impact investing. Destina le proprie risorse ai settori della rigenerazione sociale e urbana, agli investimenti in fondi dedicati agli immobili ad uso collettivo e al social housing, all’ambiente, allo sviluppo del territorio e del tessuto imprenditoriale, soprattutto a valenza sociale. Le attività della Fondazione mirano a migliorare l’offerta di servizi e a favorire la crescita di un ecosistema che rafforzi il valore sociale e ambientale, in un processo di naturale ibridazione tra profit e non profit. Gli elementi cardine che ne orientano l’attività sono la relazione con i soggetti, la valutazione dell’investimento iniziale e nel corso dello sviluppo progettuale, la sostenibilità sociale ed economica, pur nella logica dell’impact first, anche attraverso la collaborazione con un ampio network nazionale e internazionale di attori della finanza a impatto sociale.

### Real Estate Asset Management SGR S.p.A. (“REAM SGR”)
Real Estate Asset Management SGR S.p.A. (“REAM SGR”) è una società di gestione del risparmio immobiliare a vocazione sociale e per lo sviluppo: unica SGR partecipata esclusivamente da fondazioni. Tale assetto istituzionale si riflette in maniera positiva sia sulla origination delle opportunità immobiliari che sul processo di valorizzazione degli asset.
Oggi, REAM SGR ha istituito e gestisce 15 fondi di investimento alternativi immobiliari di tipo chiuso riservati a investitori professionali, con portafogli di immobili di varia tipologia: trophy, uffici, residenziale, commerciale, studentati, sanitario, turistico ricettivi, green economy.

### Fondazione ULAOP — CRT Onlus
La Fondazione ULAOP-CRT Onlus nasce nel 2018 quale evoluzione del percorso intrapreso nel 2010 dall’Associazione Ulaop Onlus. È un laboratorio di idee e di progetti diretti a promuovere una cultura condivisa della genitorialità, dell’educazione e della cura della prima infanzia. È un hub di innovazione sociale in cui sperimentare azioni family friendly in linea con le politiche di welfare di Fondazione CRT, che ne è il socio fondatore. “Genitorialità è Comunità” è il motto che guida ULAOP impegnata da sempre con le Istituzioni per il benessere delle Famiglie.

### OGR Torino
OGR TORINO è finalizzata alla progettazione, produzione e comunicazione culturale nei settori delle performing art, della musica, della letteratura, dell’arte contemporanea, della creatività e del design, con obiettivi ulteriori di empowerment e inclusione sociale. Promuove inoltre la ricerca scientifica e tecnologica in una dimensione internazionale. Nel 2013 la Società OGR-CRT ha acquistato da RFI Sistemi Urbani il complesso immobiliare delle OGR-Officine Grandi Riparazioni, uno dei più importanti esempi di architettura industriale dell’Ottocento a Torino, per riqualificare la storica fabbrica in cui si riparavano i treni e trasformarla in un vero e proprio hub della creatività e dell’innovazione. Dopo 1.000 giorni di lavori e oltre 100 milioni di euro investiti da Fondazione CRT, le OGR hanno riaperto al pubblico il 30 settembre 2017, con l’inaugurazione dell’area Cult visitata da oltre mezzo milione di persone nei primi due anni di attività. Il 25 giugno 2019 il progetto si è completato con l’apertura dell’area Tech per la ricerca e l’accelerazione di start up.

## Palazzo Perrone di San Martino
Lo storico palazzo Perrone di via XX Settembre angolo via Alfieri, sede dell’Ambasciata di Francia presso la corte sabauda fino all’Unità d’Italia e oggi della Fondazione CRT venne costruito nel 1757 per volere di Gioachino Bonaventura Argentero, marchese dal 1722 del feudo di Bersezio nel cuneese.
Alla fine del Settecento la residenza passò in proprietà dei Perrone di San Martino, nobile famiglia eporediese. Realizzato su progetto dall'architetto Borra, era uno dei più aggiornati ed eleganti palazzi torinesi, citato nelle guide appunto come «superba architettura del Borra».
Nella prima metà dell’Ottocento e fino all’Unità d’Italia, fu sede dell’ambasciata francese presso la corte sabauda. Qui abitò dal 1837 fino alla morte, nel 1840, la poetessa piemontese contessa Diodata Saluzzo-Roero.
Nel 1883 fu acquistato dalla Cassa di Risparmio di Torino. Il palazzo nella sua configurazione attuale è il frutto di una totale ricostruzione che fu decisa nel 1929, quando, per mancanza di spazi, il consiglio d’amministrazione della Cassa di Risparmio decise l’acquisto del limitrofo settecentesco Educandato, l’abbattimento di tutti gli edifici e la loro completa ricostruzione.
Il progetto fu affidato all’ingegner Giovanni Chevalley, uno degli architetti più noti dell’epoca, che seguì l’edificazione del palazzo cercando di riproporre i volumi e lo stile del precedente edificio, in chiave eclettico-barocca. Della struttura originaria, ebbe cura di salvare i marmi e le decorazioni, così come gli affreschi delle sale che furono strappati, restaurati e rimontati nei nuovi ambienti, decorati da stucchi neo barocchi.
Il palazzo fu la sede operativa della Banca CRT fino alla metà degli anni Settanta. In seguito ne ospitò i vertici fino all’inizio degli anni Duemila. Della banca oggi resta la storica agenzia al piano terreno, tuttora operativa. Dal 1991 è sede della Fondazione CRT, ente non profit le cui finalità sono la crescita e lo sviluppo economico, sociale e culturale del Piemonte e della Valle d’Aosta.
Vai al tour virtuale del Palazzo
Fonte: volume “Palazzo Perrone di San Martino. Da dimora nobiliare a sede della Fondazione CRT”. L’Artistica Editrice. ISBN 9788873204534